# Інша Росія (коаліція)
«І́нша Росі́я» — російське опозиційне суспільне об'єднання, що має на меті домогтися зміни існуючого політичного режиму президента Путіна, використовуючи легальні методи політичної боротьби.
Коаліція «Інша Росія» об'єднує представників різних політичних і правозахисних рухів, а також окремих громадян. В об'єднання входять партії як лівого так і правого спрямування, а також такі відомі особистості, як чемпіон світу з шахів Гаррі Каспаров та колишній прем'єр-міністр країни Михайло Касьянов.

## Ключові особи
- Гарі Каспаров — голова Об'єднаного громадянського фронту
- Едуард Лімонов — письменник, публіцист, голова НБП
- Сергій Гуляєв — лідер російського національно-визвольного руху «НАРОД»
- Володимир Рижков — незалежний депутат Держдуми, голова РПР
- Михайло Дєлягін — політолог, науковий керівник Інституту проблем глобалізації
- Георгій Сатаров — президент фонду «Індем»